# Acomys mullah
Acomys mullah es una especie de roedor de la familia Muridae.

## Distribución geográfica
Se encuentra en Yibuti Eritrea Etiopía y Somalia.

## Hábitat
Es una especie propia de ambientes rocosos con clima tropical o subtropical.